# Farní sbor Českobratrské církve evangelické v Lanškrouně
Farní sbor Českobratrské církve evangelické v Lanškrouně je sborem Českobratrské církve evangelické v Lanškrouně. Sbor spadá pod Chrudimský seniorát.
Farářem sboru je David Najbrt, kurátorem sboru Jan Marek.

## Faráři sboru
- Jaroslav Soběslavský (1948–1985)
- Marek Vanča (1986–2006)
- Daniel Tomeš (2006–2021)
- David Najbrt (2021–)